# 1. leden
1. leden je první den roku podle gregoriánského kalendáře i juliánského kalendáře. Do konce roku zbývá 364 dní (365 v přestupném roce).
Dnem 1. ledna počínal se rok podle kalendáře zavedeného Juliem Caesarem v Římě (45 př. n. l.) Považovat 1. leden za počátek roku se udrželo až do pozdního středověku, a to navzdory odporu římskokatolické církve. Pak byl tento zvyk (usus) na krátký čas potlačen, ale již na sklonku středověku se znova objevuje a od počátku 17. století se začal všeobecně prosazovat. V Čechách se stal 1. leden počátkem roku nejprve v pražské kanceláři arcibiskupské (od roku 1366) a teprve od 1. poloviny 16. století se prosadil obecněji.
Podle pranostiky „Na Nový rok o slepičí krok“ bývá den o něco delší, než v době zimního slunovratu (zpravidla 21. prosince). Na území České republiky tento rozdíl činí 7 minut. 1. leden je počátkem roku pro větší část obyvatel Země, ale pro mnohé tomu tak není (Čína, islámské země apod.).

## Události

### Česko
- 1770 – Císařovna Marie Terezie vydala nový trestní zákoník, tzv. Tereziánský trestní zákoník. Trestní právo tím bylo v českých a rakouských zemích sjednoceno.
- 1784 – Začaly se vést meteorologické záznamy v Klementinu. Vznikla tak nejdelší souvislá řada meteorologických údajů na světě.
- 1800 – Na území Rakousko-Uherska (a tedy i v zemích českých) se poprvé začalo platit papírovými bankovkami.
- 1812 – V českých zemích vstoupil v platnost všeobecný zákoník, který upravoval vztahy občanů na základě principu rovnosti před zákonem.
- 1818 – Místní farář a známý básník Antonín Jaroslav Puchmajer založil v Radnicích u Rokycan český čtenářský spolek. Byla to první organizace tohoto druhu v Čechách.
- 1831 – Své veřejné působení zahájila prohlášením Vlastencům naší národní literatury milovným Matice česká, původně peněžní fond a nakladatelství, později společnost pro vydávání české literatury.
- 1833 – Josef Kajetán Tyl přebral redakci časopisu Jindy a jiní, založil Květy.
- 1846 – Na doporučení Františka Palackého převzal řízení časopisu Pražské noviny novinář Karel Havlíček Borovský.
- 1849 – Zahájen pravidelný železniční spoj Brno-Česká Třebová, jako již druhé stálé železniční spojení z města Brna.
- 1861 – Díky úsilí Ladislava Riegera vyšlo první číslo českých novin Národní listy.
- 1876 – V Rakousku-Uhersku (tj. včetně zemí Koruny české se po několikaletém zkušebním období začala oficiálně používat metrická soustava.
- 1900 – V Čechách se poprvé platilo korunami. Směnný kurz koruny k původnímu platidlu – zlatému – byl 2:1.
- 1915 – V Brně vznikla první družina Skautů. Postupně vznikaly i další skupiny, které se o rok později spojily do Moravské družiny skautů
- 1940 – Byly přerušeny diplomatické vztahy se SSSR. Znovu byly obnoveny 18. července 1941 podepsáním československo-sovětské smlouvy.
- 1943 – Spojením měst Frýdek a Místek s dalšími třemi obcemi vzniklo dnešní město Frýdek-Místek.
- 1949
  - V Československu vstoupil v platnost Zákon o krajském zřízení č. 280/1948 Sb., který zrušil zemské uspořádání a nahradil je 14 kraji.
  - Město Zlín bylo přejmenováno na Gottwaldov podle prvního komunistického prezidenta Klementa Gottwalda.
- 1950
  - Zrušena staletí trvající praxe vedení matrik na farách.
  - Nová restrukturalizace průmyslu rozdělila některé nedávno vzniklé společnosti na závody přímo podléhající ústředním orgánům.
- 1953 – Vznikly Státní spořitelna a Liberecké automobilové závody.
- 1956 – Založena Filharmonie Brno.
- 1969 – ČSSR se stala federací.
- 1973 – Československá pošta zavedla poštovní směrovací čísla.
- 1977 – Charta 77 vydala svůj první dokument – Prohlášení Charty 77.
- 1982 – Byla vyhlášena CHKO Blaník.
- 1983 – Premiéra filmové komedie S tebou mě baví svět, která byla roku 1998 na základě divácké ankety České televize vyhlášena českou komedií století.
- 1990
  - Město Zlín se vrátilo ke svému původnímu jménu (v letech 1949–1989 se jmenovalo Gottwaldov).
  - Novoroční amnestie prezidenta Václava Havla vedla k propuštění více než 23 tisíc lidí z tehdejších 31 tisíc vězňů.
- 1992 – Vznikla Česká televize (Slovenská televize již o půl roku dříve).
- 1993 – Vznikly Česká republika a Slovenská republika jako nástupnické státy zaniklého Československa.
- 1996 – V České republice vznikl okres Jeseník oddělením části území od okresů Šumperk a Bruntál.
- 2000
  - V České republice vzniklo 14 nových samosprávných krajů.
  - Byl vyhlášen Národní park České Švýcarsko.
- 2011 – Byla založena Univerzita Tomáše Bati ve Zlíně.
- 2003 – V České republice zahájily činnost obce s rozšířenou působností.
- 2011 – Středo-pravicová strana Unie svobody–DEU ukončila činnost a vstoupila do likvidace.
- 2013 – Prezident republiky Václav Klaus vyhlásil částečnou amnestii.
- 2016 – Byla vyhlášena Chráněná krajinná oblast Brdy.

### Svět

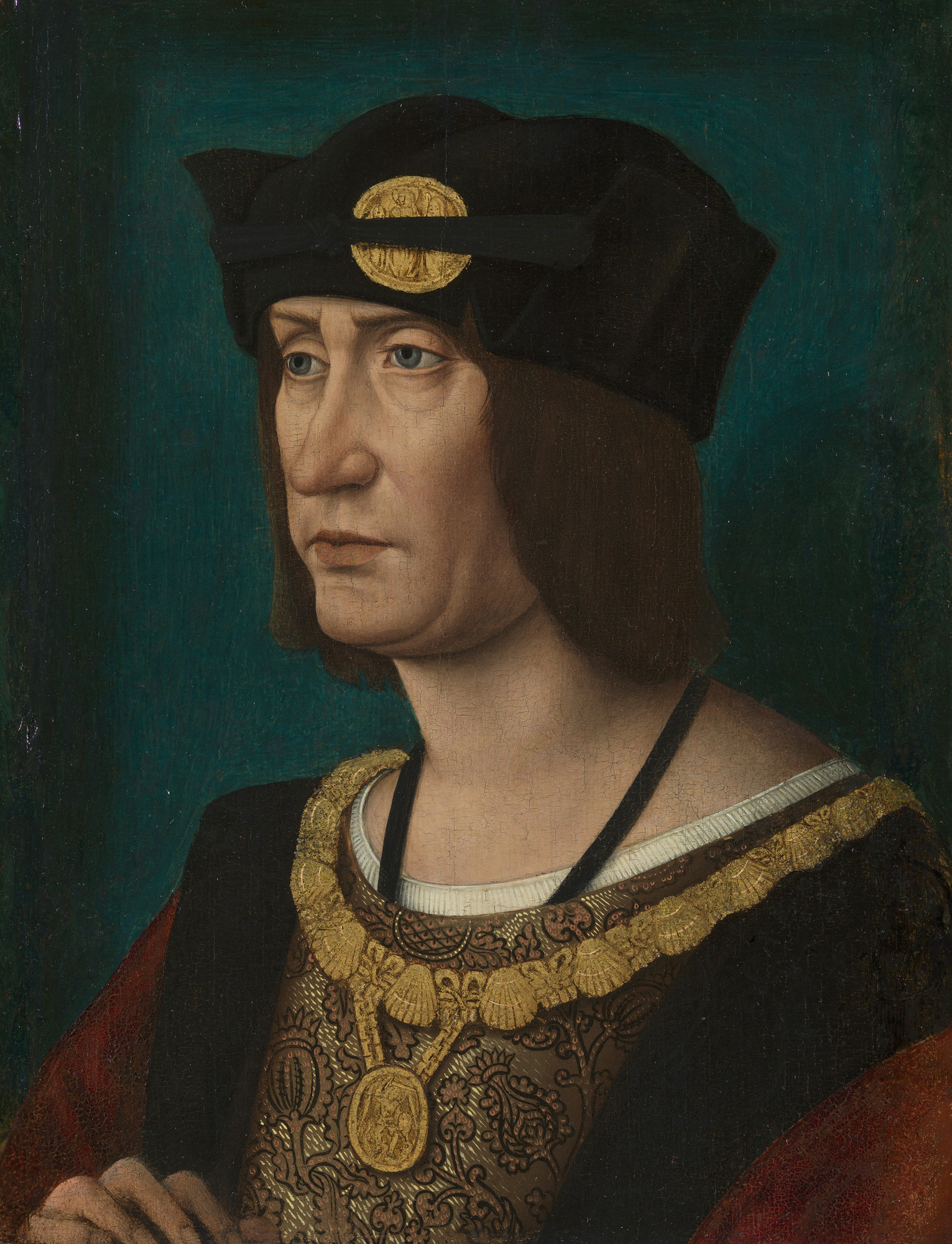
Ludvík XII. († 1515)

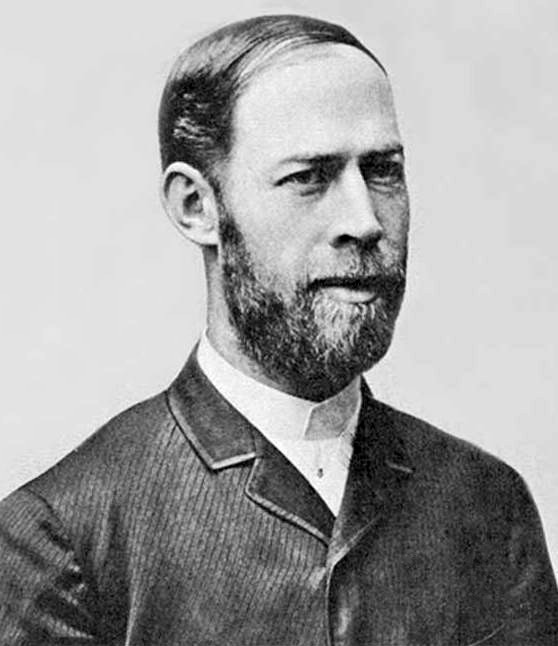
Heinrich Hertz († 1894)

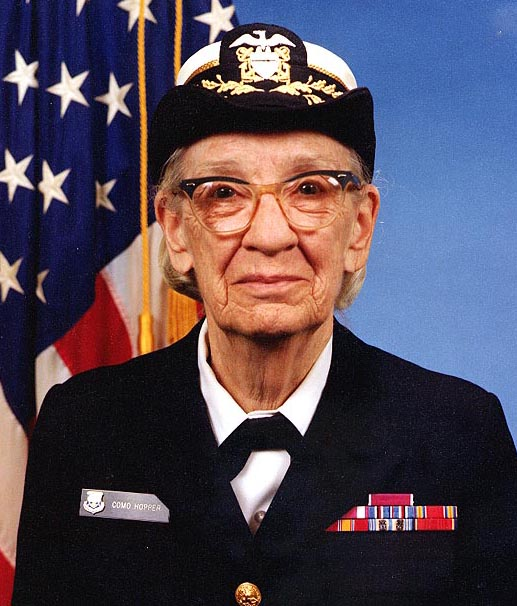
Grace Hopperová († 1992)

- 660 př. n. l. – Džimmu, legendární zakladatel císařské dynastie v Japonsku, nastoupil na trůn.
- 153 př. n. l. – V římském konzulátním kalendáři se 1. leden stal začátkem roku. Do této doby rok začínal 1. březnem.
- 045 př. n. l. – V Římské říši se začal používat juliánský kalendář, zavedený Juliem Caesarem.
- 0404 – Poslední známé gladiátorské zápasy, předpokládá se, že jde o ty, během nichž rozlícení diváci ubili sv. Telemacha, který pronikl do arény, aby proti nim protestoval. Zápasy pak definitivně zakázal císař Honorius.
- 1001 – Štěpán I. Svatý se stal prvním uherským králem.
- 1527 – Chorvatští šlechtici volí rakouského arcivévodu Ferdinanda I. chorvatským králem ve volbě v Cetinu.
- 1533 – Anglický král Jindřich VIII. se oženil s Annou Boleynovou
- 1571 – Papež sv. Pius V. bulou Licet ex debito potvrdil milosrdné bratry jako řeholní kongregaci.
- 1700 – Car Petr I. Veliký zavedl v Rusku juliánský kalendář.
- 1739 – Jean-Baptiste Charles Bouvet de Lozier objevil Bouvetův ostrov.
- 1772 – V Londýně začal prodej historicky prvního cestovního šeku, který mohl být použit v 90 evropských městech.
- 1778 – Vyšlo první číslo britských novin The Times.
- 1801 – Italský astronom Giuseppe Piazzi objevil první planetku a pojmenoval ji podle římské bohyně plodnosti a úrody Ceres.
- 1804 – Haiti vyhlásilo nezávislost na Francii.
- 1874 – V Rusku byla zavedena základní vojenská služba.
- 1877 – Královna Viktorie se stala císařovnou Indie.
- 1900 – Nigérie se stala britským protektorátem.
- 1901 – Proběhlo oficiální vyhlášení Australského svazu. Novým hlavním městem byla určena Canberra.
- 1912 – Byla svržena dynastie Čching a vyhlášena Čínská republika.
- 1919
  - Ve Smolensku byla vyhlášena Běloruská svazová socialistická republika.
  - Vilnius byl obsazen polskými jednotkami.
- 1939 – V USA byla založena firma Hewlett-Packard.
- 1941 – 26 států podepsalo ve Washingtonu Deklaraci spojených národů.
- 1944 – Polní maršál Erwin Rommel byl jmenován velitelem skupiny armád B ve Francii.
- 1945 – Luftwaffe provedla operaci Bodenplatte.
- 1956 – Súdán získal nezávislost. Do té doby byl spravován jako anglo-egyptské kondominium.
- 1958 – Vstoupilo v platnost Euroatom – Evropské společenství pro atomovou energii.
- 1959 – Kubánská revoluce: Diktátor Fulgencio Batista uprchl z Kuby, což znamenalo vítězství povstalců vedených Fidelem Castrem.
- 1960 – Kamerun vyhlásil nezávislost.
- 1973 – K EHS se připojilo Spojené království, Irsko a Dánsko.
- 1979 – Byl zahájen 1. ročník nejtěžšího a nejdelšího automobilového závodu – Rallye Paříž-Dakar.
- 1981 – K EHS se připojilo Řecko.
- 1983 – V síti ARPANET, přímém předchůdci internetu, se staly standardem protokoly TCP/IP.
- 1986 – K EHS se připojilo Španělsko a Portugalsko.
- 1994
  - Vznikl Evropský hospodářský prostor.
  - Severoamerická obchodní dohoda NAFTA nabyla účinnosti.
- 1995
  - K EU se připojilo Rakousko, Švédsko a Finsko.
  - Byla založena Světová obchodní organizace.
  - Finsko vstoupilo do ESA.
  - Byl vyhlášen Magurský národní park.
- 1997 – Kofi Annan se stal generálním tajemníkem OSN.
- 1999 – Evropská měnová jednotka ECU byla nahrazena eurem. Společnou měnu začalo využívat 11 zemí (Belgie, Finsko, Francie, Irsko, Itálie, Lucembursko, Německo, Nizozemsko, Portugalsko, Rakousko a Španělsko).
- 2000
  - Ruským prezidentem se stal Vladimir Putin.
  - Evropská centrální banka převzala úlohy národních centrálních bank.

- 2001 – Zavedení eura v Řecku.

Evropská unie (2007)

- 2002 – Zavedení eurobankovek a euromincí v Evropské unii.
- 2007
  - Rumunsko a Bulharsko se staly členy Evropské unie.
  - Zavedení eura ve Slovinsku
- 2008 – Zavedení eura na Maltě a Kypru
- 2009 – Zavedení eura na Slovensku
- 2011
  - Zavedení eura v Estonsku
  - V Brazílii se ujala úřadu první prezidentka Dilma Rousseffová.
- 2014 – Zavedení eura v Lotyšsku
- 2015 – Zavedení eura v Litvě
- 2023 – Zavedení eura v Chorvatsku

## Narození
Viz též Kategorie:Narození 1. ledna — automatický abecedně řazený seznam.

### Česko

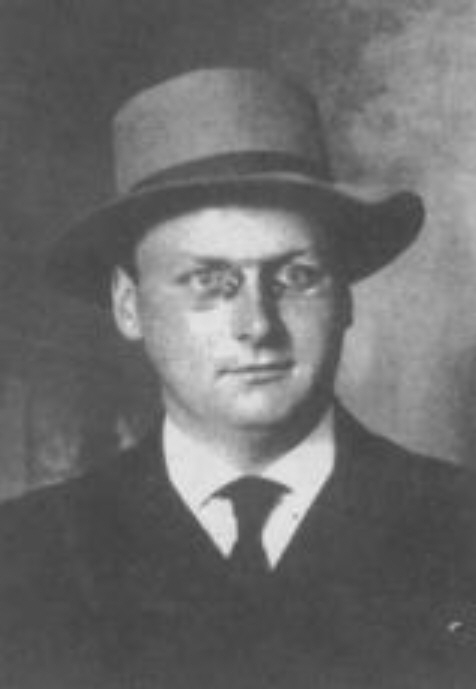
Eduard Bass (* 1888)

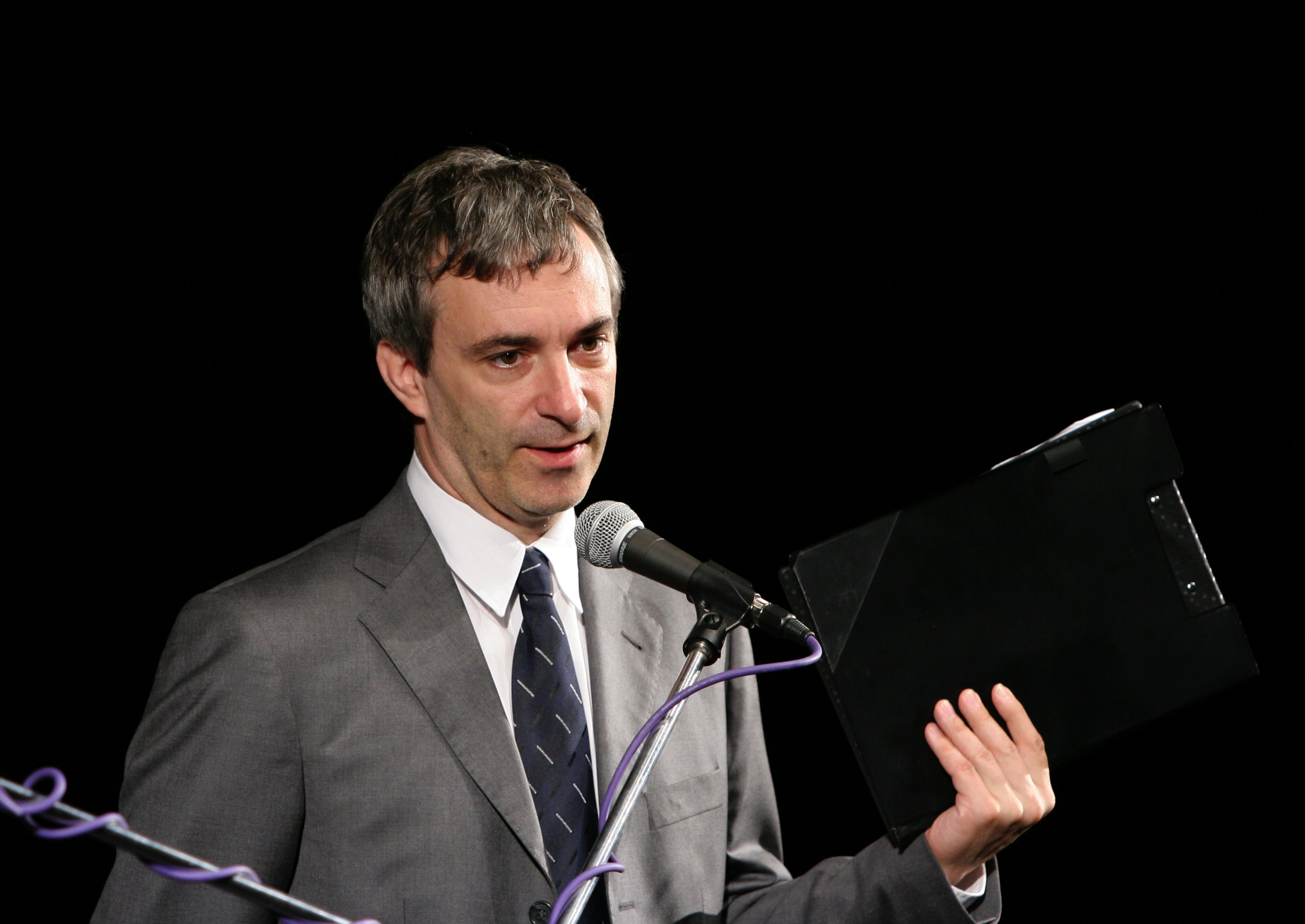
Petr Vacek (* 1965)

- 1678 – František Ferdinand Kinský, šlechtic, diplomat a politik († 12. září 1741)
- 1799 – Šebestián Kubínek, písmák, kazatel a šiřitel knih († 18. července 1882)
- 1800 – Václav Emanuel Horák, varhaník, hudební skladatel a pedagog († 3. září 1871)
- 1809 – František Josef Görner, arciděkan v Horní Polici († 24. října 1883)
- 1817 – Salomon Reich, podnikatel ve sklářství, starosta Velkých Karlovic († 1. dubna 1900)
- 1849 – Alois Epstein, pediatr († 25. října 1918)
- 1850 – Miroslav Krajník, básník a překladatel († 3. července 1907)
- 1851 – Emanuel Chvála, hudební kritik a skladatel († 28. října 1924)
- 1852 – Friedrich Legler, pedagog, novinář, poslanec Českého zemského sněmu († 31. října 1919)
- 1855 – František Mlčoch, československý politik († 24. září 1921)
- 1858 – Vlasta Pittnerová, spisovatelka († 2. března 1926)
- 1860
  - Jan Antoš, spisovatel († 6. června 1899)
  - Jan Vilímek, malíř († 15. dubna 1938)
- 1862 – Jindřich Vaníček, sokolský funkcionář († 2. června 1934)
- 1863
  - Karel Ondříček, houslový virtuos († 30. března 1943)
  - Jindřich Souček, technik, hudební skladatel a sbormistr († 16. listopadu 1940)
- 1867 – Karel Mušek, divadelní herec a režisér († 12. listopadu 1924)
- 1869 – Ema Pechová, herečka († 2. prosince 1965)
- 1871 – Antonín Svěcený, československý politik († 12. prosince 1941)
- 1875 – Otakar Srdínko, lékař a politik († 21. prosince 1930)
- 1878 – József Törköly, československý politik maďarské národnosti († 14. dubna 1938)
- 1881 – Emanuel Chobot, polský politik na Těšínsku († 7. června 1944)
- 1885 – Karel Kügler, operní pěvec–tenorista, herec, režisér († 4. listopadu 1950)
- 1887 – Rudolf Smetánka, voják a politik († 1958)
- 1888 – Eduard Bass, spisovatel a novinář († 2. října 1946)
- 1891 – Jan Vážný, profesor římského práva († 18. dubna 1942)
- 1893
  - Karel Dvořák, sochař († 28. února 1950)
  - František Stanislav, politik, umučen v Osvětimi († 23. července 1941)
- 1894
  - František Götz, literární historik, kritik, dramatik a dramaturg († 7. července 1974)
  - Miloš Vávra, lékař a amatérský herec († 21. srpna 1964)
- 1896
  - Ivan Párkányi, rusínsky politik, ministr vlády ČSR, guvernér Podkarpatské Rusi († 23. prosince 1996)
  - Jiří Haller, bohemista a lexikograf († 25. ledna 1971)
- 1898 – Viktor Ullmann, hudební skladatel, pianista a dirigent († 17. října 1944)
- 1903 – Kurt Spielmann, německy hovořící architekt († 1943)
- 1904 – Jan Schneeweis, klavírista, hudební skladatel, sbormistr († 24. prosince 1995)
- 1913 – Vladimír Vokolek, básník, prozaik a esejista († 23. července 1988)
- 1915
  - Josef Kratochvil, spisovatel, skautský činitel a vysokoškolský pedagog († 26. května 2001)
  - Jan Opletal, student, zabit při protinacistické demonstraci († 11. listopadu 1939)
- 1921 – Václav Pleskot, předseda Československého olympijského výboru († 29. září 2012)
- 1926 – Václav Bubník, hokejový reprezentant († 27. března 1990)
- 1931 – Václav Edvard Beneš, česko-americký matematik
- 1932 – Vlastislav Housa, sochař († 5. září 2004)
- 1934
  - Marie Goretti Boltnarová, katolická řeholnice, boromejka († 8. března 2022)
  - Sylva Knedlová, pedagožka
- 1935 – Karel Paukert, varhaník, hobojista a umělecký kurátor
- 1936 – Irena Aulitisová, politička
- 1938 – Miloš Vojíř, fotograf
- 1947 – Václav Vokolek, spisovatel a publicista
- 1950 – Antoni Szpyrc, amatérský historik, folklorista a malíř († 29. prosince 2014)
- 1955
  - Igor Kučera, biochemik
  - Jana Vaňhová, hejtmanka Ústeckého kraje
- 1959 – Monika Ševčíková, malířka
- 1962 – Borek Nedorost, klávesista
- 1964 – Ivo Purš, historik umění
- 1965
  - Vít Malinovský, saxofonista
  - Petr Vacek, herec, zpěvák a tlumočník
- 1971 – Bobby Holík, hokejista
- 1977 – Leoš Friedl, tenista
- 1979 – Daniel Seman, hokejista
- 1981 – Marek Tomica, hokejový útočník
- 1982 – Vladimír Socha, popularizátor vědy a publicista
- 1988 – Marcel Gecov, fotbalový záložník
- 1994 – Kateřina Zemanová, dcera prezidenta

### Svět

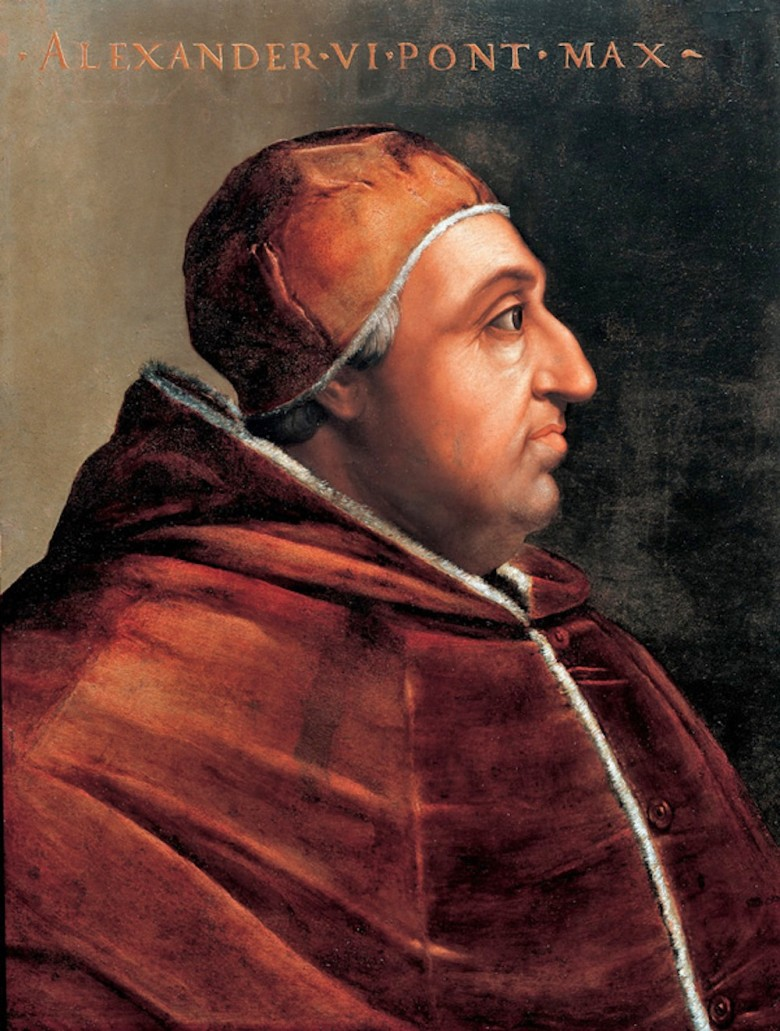
Alexandr VI. (* 1431)

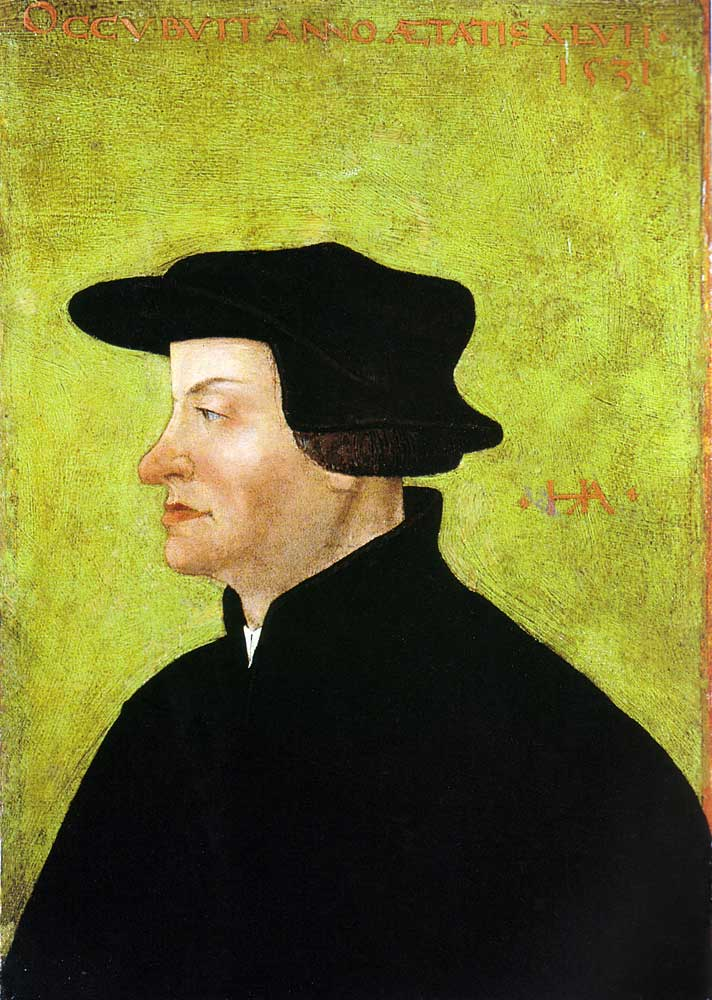
Ulrich Zwingli (* 1484)

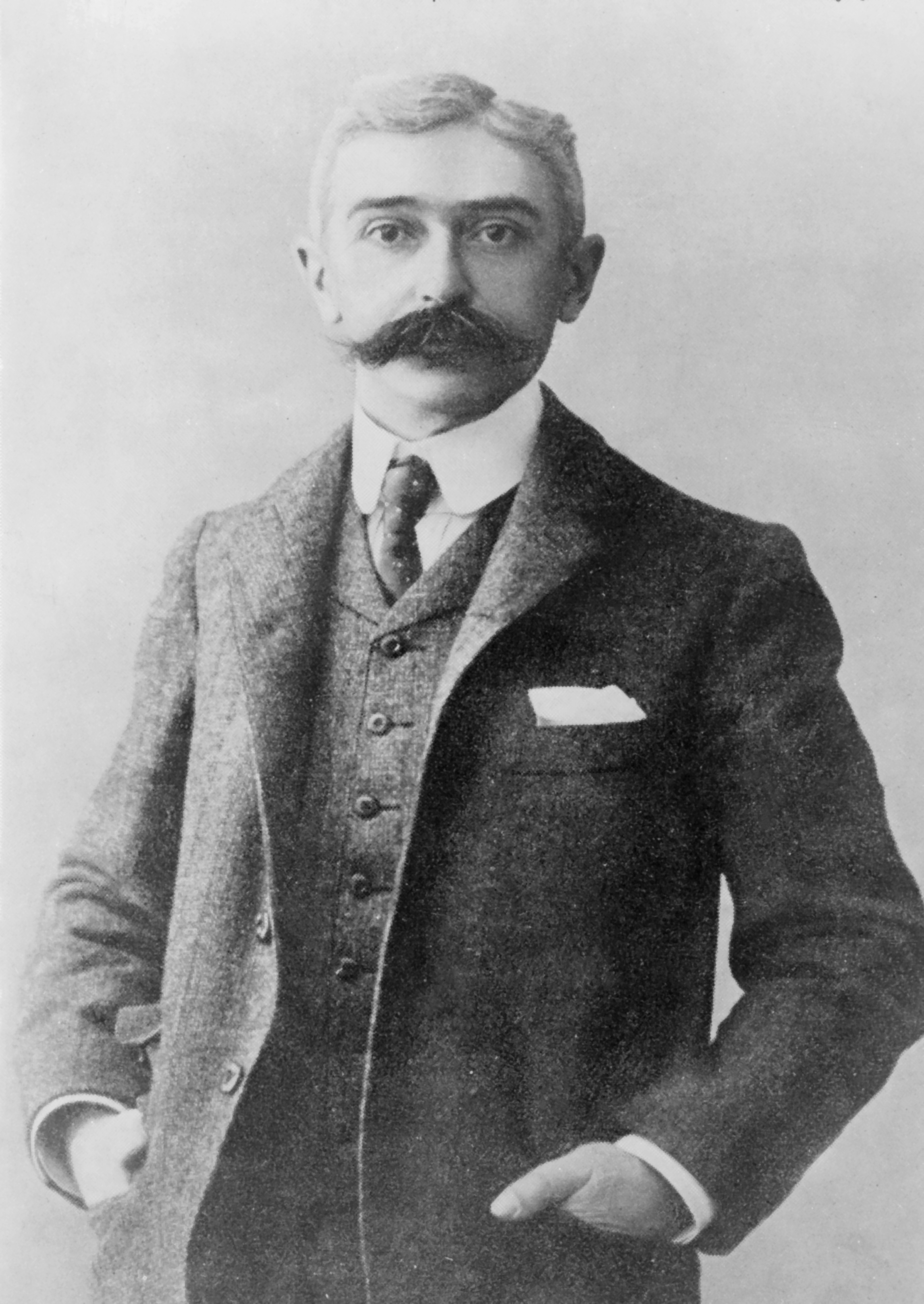
Pierre de Coubertin (* 1863)

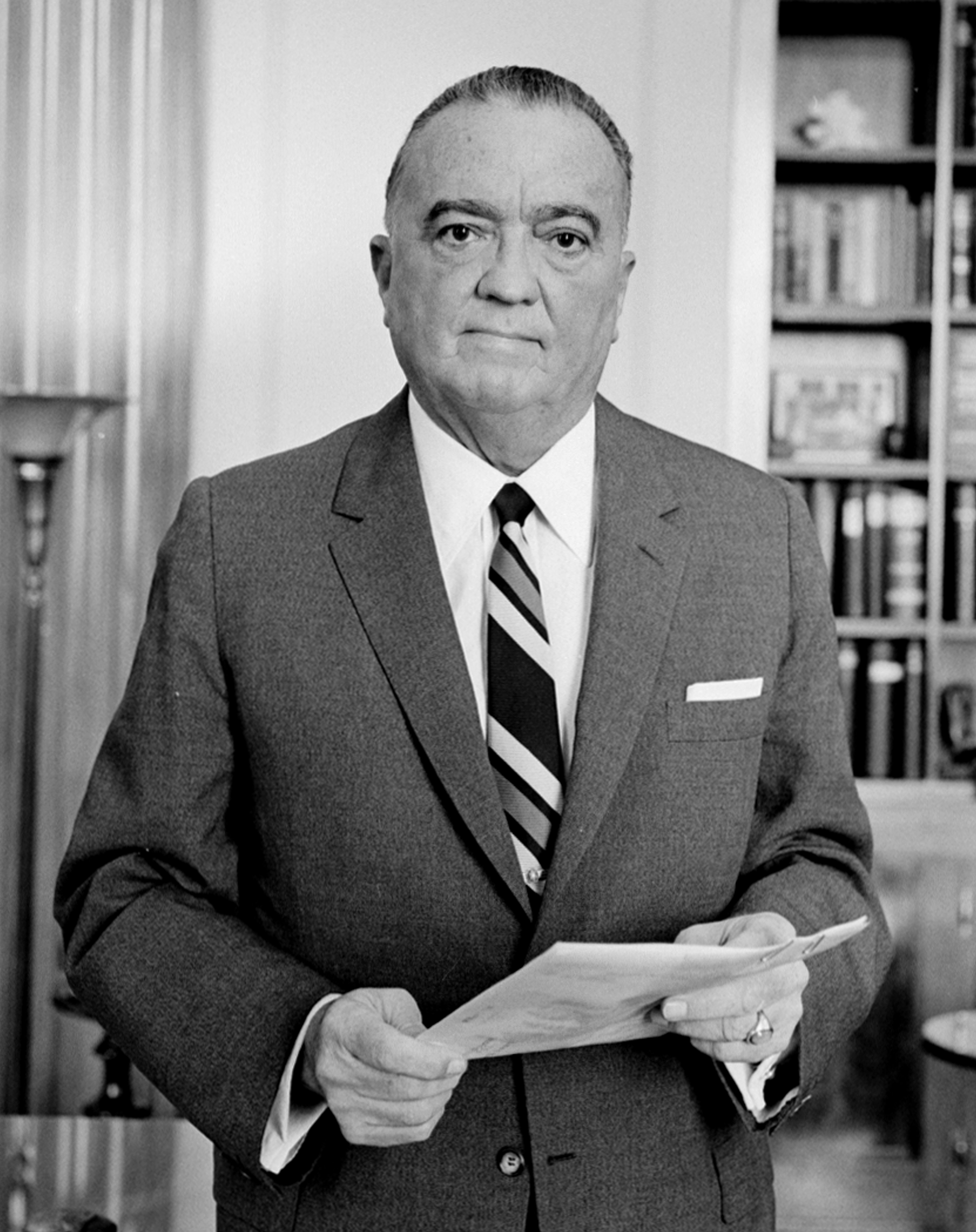
J. Edgar Hoover (* 1895)

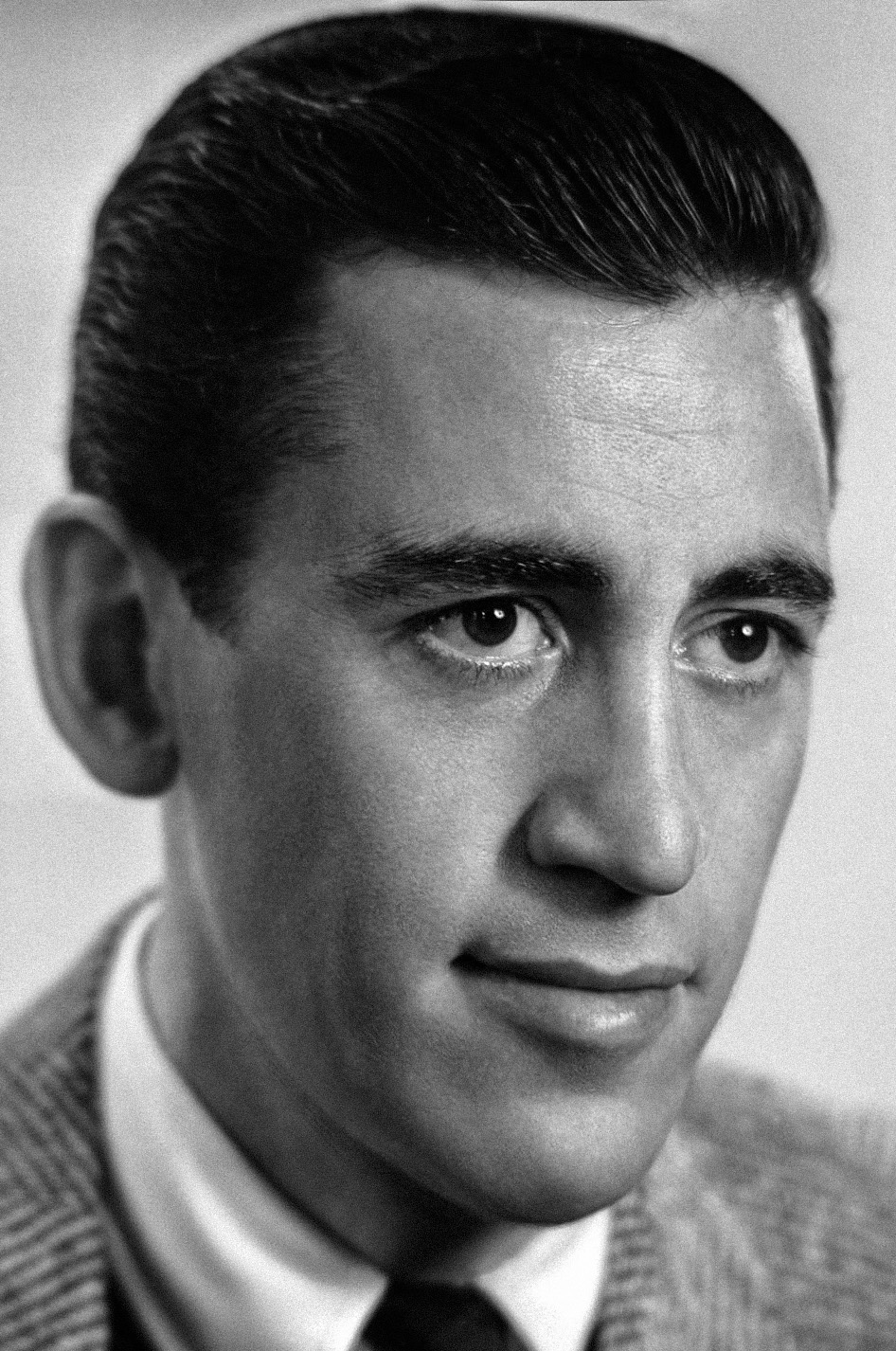
J. D. Salinger (* 1919)

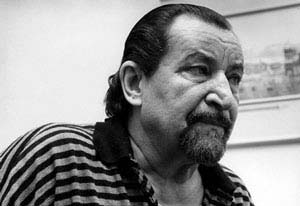
Maurice Béjart (* 1927)

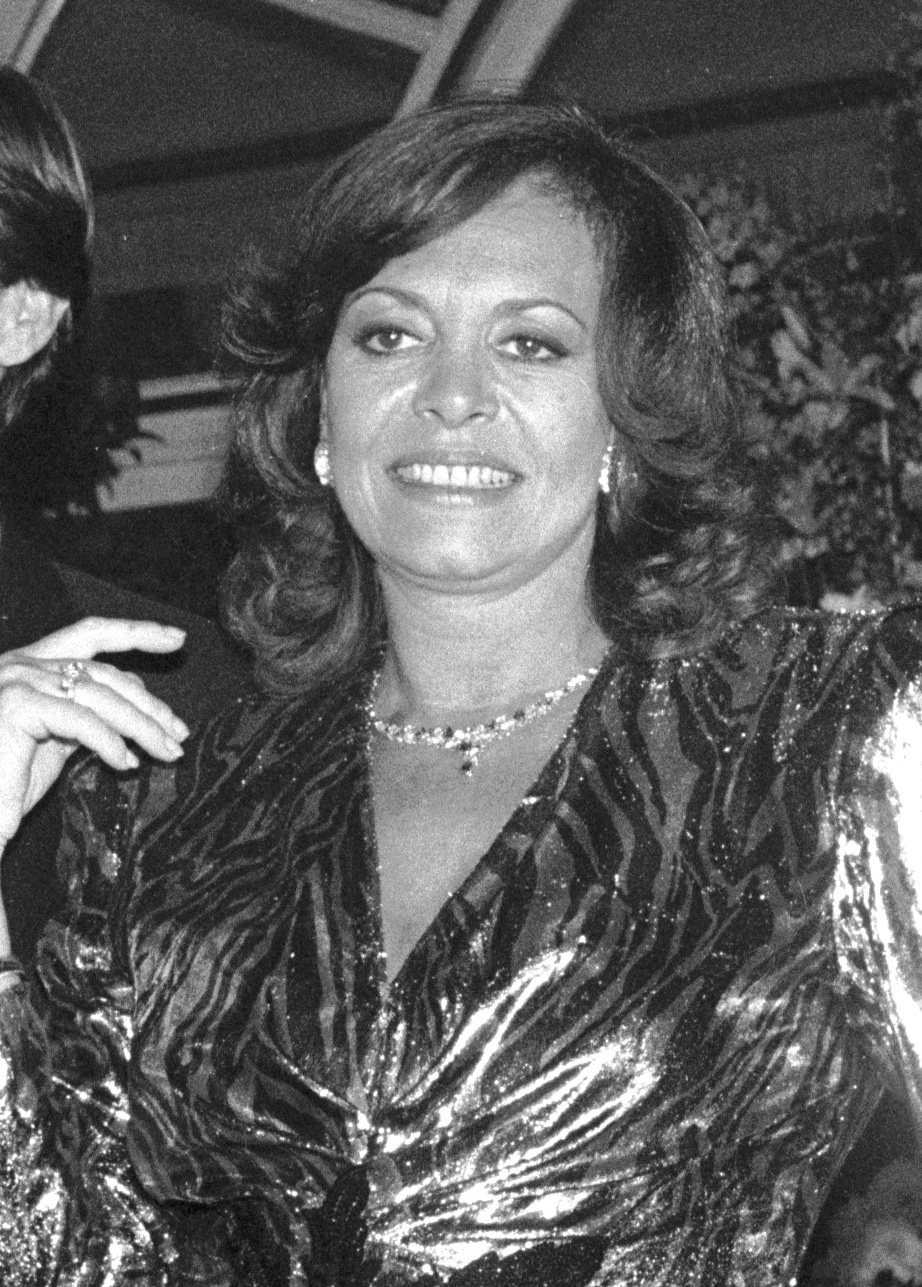
Michèle Mercier (* 1939)

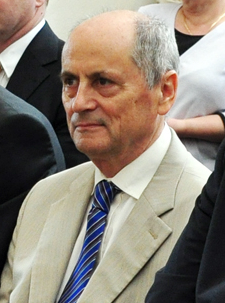
Ján Čarnogurský (* 1944)

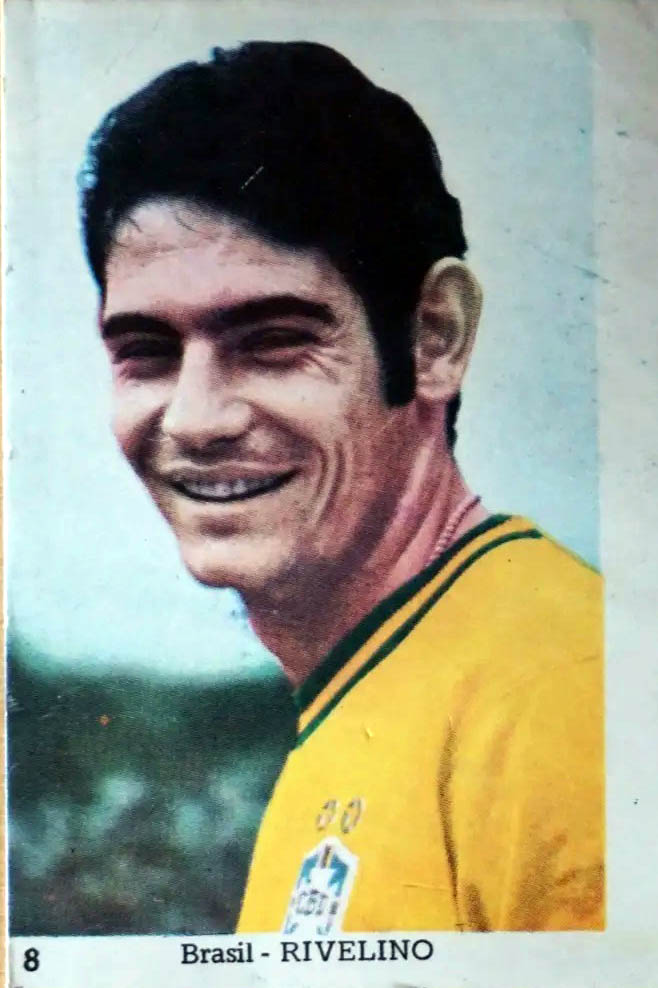
Roberto Rivelino (* 1946)

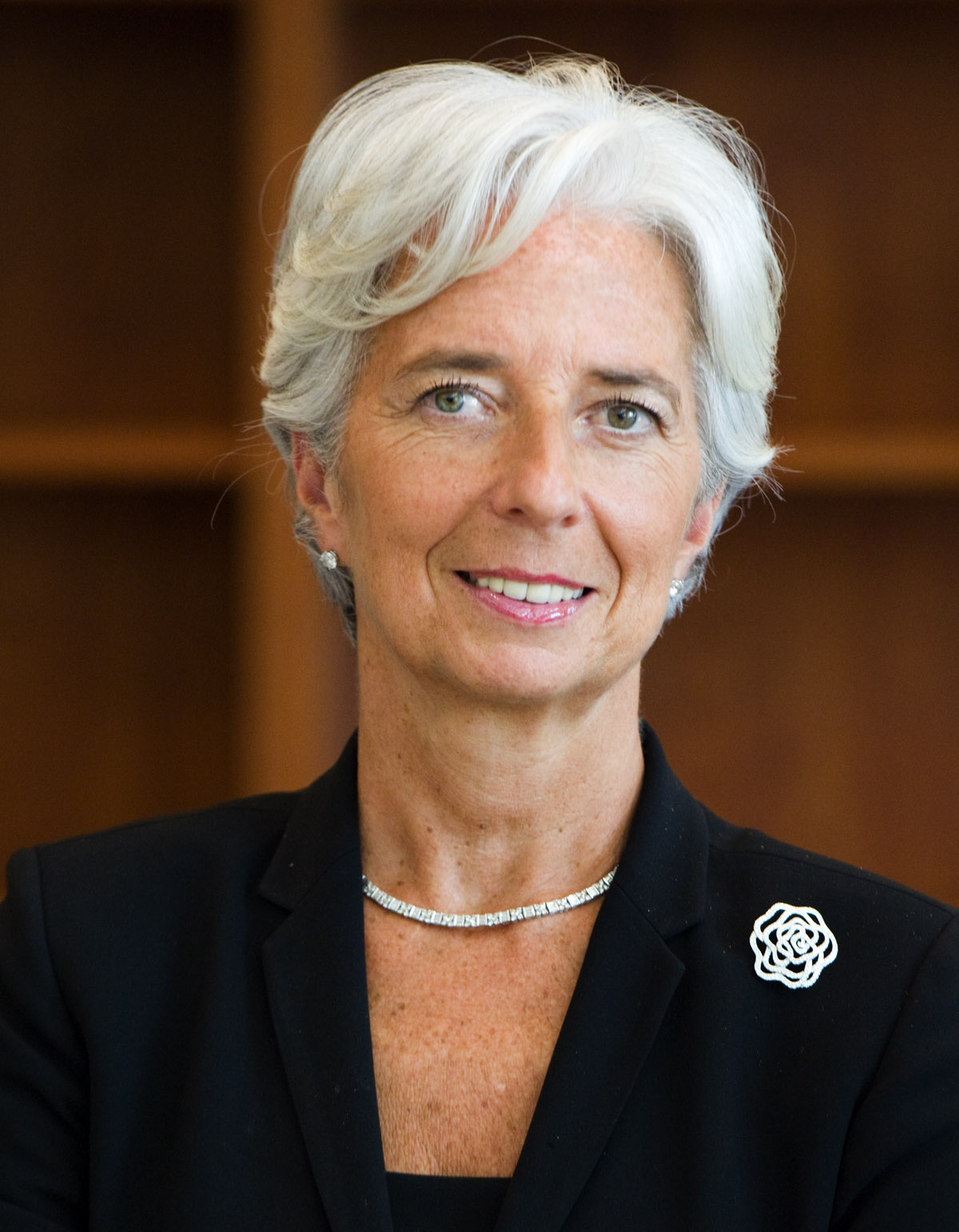
Christine Lagardeová (* 1956)

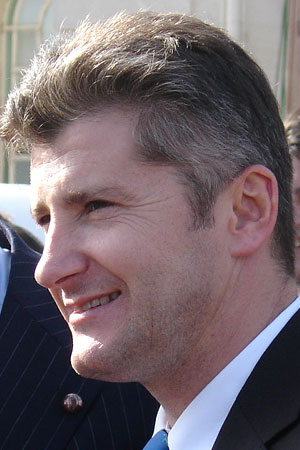
Davor Šuker (* 1968)

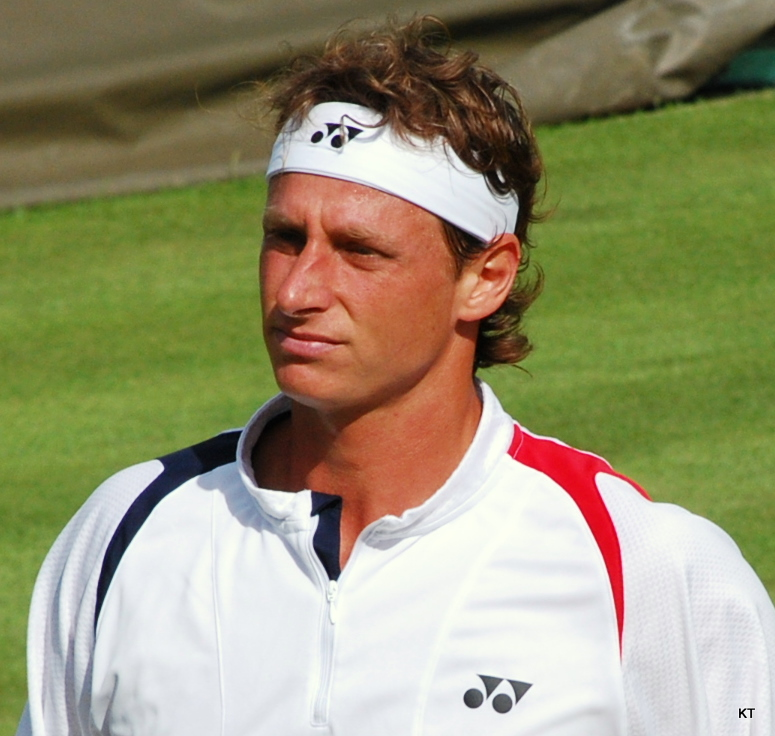
David Nalbandian (* 1982)

- 1431 – Alexandr VI., papež († 18. srpna 1503)
- 1449 – Lorenzo I. Medicejský, vládce Florencie († 8. dubna 1492)
- 1484 – Ulrich Zwingli, švýcarský humanistický teolog († 11. října 1531)
- 1516 – Markéta Eriksdotter Leijonhufvud, švédská královna jako manželka Gustava I. († 1551)
- 1557 – Štěpán Bočkaj, vůdce uherského protihabsburského povstání, sedmihradský kníže a uherský protikrál († 29. prosince 1606)
- 1600 – Friedrich Spanheim, nizozemský teolog († 14. května 1649)
- 1614 – Jindřich Fridrich Falcký, syn českého krále Fridricha Falckého († 7. ledna 1629)
- 1618 – pokřtěn Bartolomè Esteban Murillo, španělský malíř († 3. dubna 1682)
- 1655 – Christian Thomasius, německý filozof a progresivní pedagog († 23. září 1728)
- 1697 – Antonio Galli da Bibbiena, italský malíř a architekt († 28. ledna 1774)
- 1711 – Franz von der Trenck, plukovník pandurů, vězeň na Špilberku, († 4. října 1749)
- 1745 – Vincenc Maria Strambi, italský biskup a světec († 1. ledna 1824)
- 1752 – Betsy Rossová, americká švadlena; ušila první americkou vlajku († 30. ledna 1836)
- 1766 – Antoine-Vincent Arnault, francouzský dramatik, básník a politik († 16. září 1834)
- 1767 – Heinrich Adolf Schrader, německý lékař, mykolog a botanik († 22. října 1836)
- 1771 – Georges Cadoudal, francouzský generál († 25. června 1804)
- 1788 – Étienne Cabet, francouzský filosof a utopický socialista († 9. listopadu 1856)
- 1806 – Lionel Kieseritzky, německý šachový mistr († 18. května 1853)
- 1809 – Achille Guénée, francouzský advokát a entomolog († 30. prosince 1880)
- 1814 – Chung Siou-čchüan, vůdce povstání proti dynastii Čching († 1. června 1864)
- 1823 – Sándor Petőfi, maďarský básník († 31. července 1849)
- 1854 – James Frazer, skotský antropolog a etnolog († 7. května 1941)
- 1861 – Marcellin Boule, francouzský paleoantropolog a paleontolog († 4. července 1942)
- 1863
  - Aleko Konstantinov, bulharský spisovatel († 23. května 1897)
  - Pierre de Coubertin, francouzský pedagog a historik, zakladatel moderních olympijských her († 2. září 1937)
  - Rūdolfs Blaumanis, lotyšský spisovatel († 4. září 1908)
  - Heinrich Clam-Martinic, rakouský politik († 7. března 1932)
- 1864 – Alfred Stieglitz, americký fotograf († 13. července 1946)
- 1866 – Peter Elfelt, dánský fotograf a filmový režisér († 18. února 1931)
- 1872 – James Young, americký filmový režisér, herec a scenárista († 9. června 1948)
- 1879
  - Edward Morgan Forster, anglický spisovatel († 7. června 1970)
  - Ernest Jones, britský neurolog a psychoanalytik († 11. února 1958)
  - Petar Živković, srbský generál a první jugoslávský premiér († 3. února 1947)
- 1880 – Ernest Townsend, anglický portrétista († 22. ledna 1944)
- 1883 – Ičiró Hatojama, japonský premiér († 7. března 1959)
- 1887 – Wilhelm Canaris, německý admirál († 9. dubna 1945)
- 1888 – Frank Stokes, americký kytarista a zpěvák († 12. září 1955)
- 1889 – Dario Beni, italský cyklista († 11. února 1969)
- 1892 – Mahidol Adunjadét, thajský princ († 24. září 1929)
- 1894 – Šatendranáth Bose, indický fyzik († 4. února 1974)
- 1895 – J. Edgar Hoover, první ředitel americké agentury FBI († 2. května 1972)
- 1900 – Čiune Sugihara, japonský diplomat († 31. července 1986)
- 1908
  - Elizabeth Bentley, americká špiónka pracující pro Sovětský svaz († 3. prosince 1963)
  - Julia Pirotte, polská fotoreportérka († 25. července 2000)
  - Bill Tapia, americký hudebník († 2. prosince 2011)
- 1909
  - Marcel Balsa, francouzský automobilový závodník († 11. srpna 1984)
  - Stepan Bandera, ukrajinský nacionalista († 15. října 1959)
  - Dana Andrews, americký filmový a divadelní herec († 17. prosince 1992)
- 1911 – Roman Totenberg, polský houslista a pedagog († 8. května 2012)
- 1912 – Kim Philby, důstojník britských tajných služeb a agent KGB († 11. května 1988)
- 1915
  - Branko Ćopić, srbský spisovatel a básník († 26. března 1984)
  - Józef Światło, polský emigrant, pracovník CIA († 2. září 1994)
- 1916 – Rechavam Amir, izraelský voják a diplomat († 4. dubna 2013)
- 1918 – Jo'el Palgi, izraelský voják a diplomat († 21. února 1978)
- 1919
  - J. D. Salinger, americký spisovatel († 27. ledna 2010)
  - Petr Kien, německý výtvarník a básník († 1944)
  - Sirr al-Chatim al-Chalífa, súdánský prezident († 18. února 2006)
  - Binjamin Gibli, náčelník izraelské vojenské rozvědky Aman († 19. srpna 2008)
- 1920
  - Al Minns, americký černošský tanečník († 24. dubna 1985)
  - Alfred A. Tomatis, francouzský otorhinolaryngolog († 25. prosince 2001)
  - José Antonio Bottiroli, argentinský hudební skladatel a básník († 15. března 1990)
- 1921
  - César Baldaccini, francouzský sochař († 6. prosince 1998)
  - Alain Mimoun, alžírský olympijský vítěz v maratonu († 27. června 2013)
- 1923
  - Milt Jackson, americký jazzový vibrafonista a skladatel († 9. října 1999)
  - Nanao Sakaki, japonský básník († 22. prosince 2008)
- 1924
  - Arthur Danto, americký kritik umění a filosof († 25. října 2013)
  - Jacques Le Goff, francouzský historik († 1. dubna 2014)
- 1926
  - José Manuel Estepa Llaurens, španělský kardinál († 21. července 2019)
  - Hilda Múdra, slovenská trenérka krasobruslení († 22. listopadu 2021)
- 1927
  - Vernon L. Smith, americký ekonom, nositel Nobelovy ceny
  - Maurice Béjart, francouzský choreograf († 21. listopadu 2007)
- 1928
  - Iain Crichton Smith, skotský básník a romanopisec († 15. října 1998)
  - Hap Sharp, americký automobilový závodník († 7. května 1993)
- 1929
  - Zbigniew Nienacki, polský spisovatel a novinář († 23. září 1994)
  - Robert Büchler, slovensko-izraelský historik († 14. srpna 2009)
- 1930 – Džafar Nimeiry, súdánský prezident († 30. května 2009)
- 1933 – Ranko Bugarski, srbský filolog († 13. srpna 2024)

- 1934 – Raúl Eduardo Vela Chiriboga, ekvádorský kardinál († 15. listopadu 2020)
- 1936 – Ivan Balaďa, slovenský filmový a televizní režisér a scenárista († 17. června 2014)
- 1937 – Eduardo Martínez de Pisón, španělský geograf, spisovatel, horolezec
- 1938
  - Fuád Masúm, irácký prezident
  - Frank Langella, americký herec italského původu
  - Carlo Franchi přezdívaný Gimax, italský automobilový závodník († 13. ledna 2021)
  - Halit Akçatepe, turecký herec († 31. března 2017)
- 1939 – Michèle Mercier, francouzská herečka
- 1940 – Arnold Mindell, americký psychoterapeut
- 1942
  - Country Joe McDonald, americký zpěvák a kytarista
  - Alassane Ouattara, prezident Pobřeží slonoviny
  - Gennadij Sarafanov, sovětský vojenský letec a kosmonaut († 29. září 2005)
- 1943
  - Richard Sennett, americký sociolog
  - Don Novello, americký herec a režisér
- 1944
  - Umar al-Bašír, súdánský prezident
  - Ján Čarnogurský, slovenský premiér a československý politik
  - Mati Unt, estonský spisovatel, dramaturg a kritik († 22. srpna 2005)
  - Vjačeslav Cugba, premiér Abcházie
- 1945
  - Gail Zappa, druhá manželka hudebníka Franka Zappy († 7. října 2015)
  - Jacky Ickx, belgický automobilový závodník
- 1946 – Roberto Rivelino, brazilský fotbalista
- 1947
  - Jaroslav Boroš, slovenský fotbalista, útočník, reprezentant Československa
  - Vladimir Titov, sovětský a ruský kosmonaut
  - Lynne Tillman, americká spisovatelka a kulturní kritička
- 1949 – Zvonko Fišer, slovinský právník
- 1950 – Morgan Fisher, anglický klávesista a skladatel
- 1951
  - Jakup Krasniqi, předseda kosovského parlamentu
  - Jim Rakete, německý fotograf a fotožurnalista
  - Emanuel Sideridis, řecký hudebník, baskytarista, zpěvák a skladatel
- 1953
  - Alpha Blondy, zpěvák a textař původem z Pobřeží slonoviny
  - Philippe Douste-Blazy, francouzský ministr zahraničí
  - Zoran Janković, slovinský politik
- 1954 – Richard Edson, americký herec a muzikant
- 1955
  - Ivan Šimko, slovenský politik, ministr
  - Vladimír Župan, ukrajinský klavírní virtuos, hudební skladatel a pedagog
- 1956
  - Sergej Avdějev, ruský kosmonaut
  - Andy Gill, britský kytarista a hudební producent († 1. února 2020)
  - Christine Lagardeová, generální ředitelka Mezinárodního měnového fondu
- 1957
  - Volodimir Kiseljov, sovětský olympijský vítěz ve vrhu koulí († 7. ledna 2021)
  - Christopher Moore, americký spisovatel komické fantasy
- 1959
  - Abdul Ahad Mómand, afghánský kosmonaut
  - Michel Onfray, francouzský filozof
- 1961
  - Graham McTavish, skotský herec
  - Sven Regener, německý hudebník a spisovatel
- 1963 – Milan Luhový, slovenský fotbalista
- 1968 – Davor Šuker, chorvatský fotbalista
- 1971 – Chris Potter, americký saxofonista, klarinetista a hudební skladatel
- 1977 – Hasan Salihamidžić, bosenský fotbalista
- 1980
  - Olivia Ruiz, francouzská zpěvačka
  - Jennifer Lauretová, francouzská herečka
- 1981 – Zsolt Baumgartner, maďarský automobilový závodník
- 1982 – David Nalbandian, argentinský tenista
- 1983
  - Daniel Jarque, španělský fotbalista († 8. srpna 2009)
  - Mark Beaumont, skotský cyklista
- 1984 – Paolo Guerrero, peruánský fotbalista
- 1985
  - Steven Davis, irský fotbalista
  - Oscar Gatto, italský cyklista
- 1990 – Andrej Chalimon, ruský herec

## Úmrtí
Viz též Kategorie:Úmrtí 1. ledna — automatický abecedně řazený seznam.

### Česko
- 1856 – Josef Myslimír Ludvík, kněz, historik a spisovatel (* 22. dubna 1796)
- 1864 – Friedrich Egermann, severočeský sklářský odborník a podnikatel (* 5. března 1777)
- 1871 – Karel Vladislav Zap, vlastenecký učitel, spisovatel, historik (* 8. ledna 1812)
- 1877 – Fridolin Wilhelm Volkmann, filozof a psycholog (* 1821)
- 1890 – František Chalupa básník, spisovatel a překladatel (* 30. prosince 1857)
- 1899 – Otokar Mokrý, básník, žurnalista a překladatel (* 25. května 1854)
- 1906 – Josef Miroslav Weber, houslista a hudební skladatel žijící v cizině (* 9. listopadu 1854)
- 1916 – Anton Gassauer, česko-rakouský právník (* 7. dubna 1848)
- 1917 – Karel Bulíř, učitel a redaktor (* 27. října 1840)
- 1920
  - František Korbel, česko-americký podnikatel a zakladatel kalifornských vinic (* ? 1831)
  - Růžena Svobodová, spisovatelka (* 10. července 1868)
- 1922 – Miloš Čech, starokatolický kněz, bratr spisovatele Svatopluka Čecha (* 15. dubna 1855)
- 1942 – Jaroslav Ježek, hudební skladatel (* 25. září 1906)
- 1948 – Rudolf Bechyně, politik (* 6. dubna 1881)
- 1958 – Richard Krofta, předseda správní rady Měšťanského pivovaru v Plzni (* 27. dubna 1873)
- 1970 – Pavel Teimer, grafik a typograf (* 6. dubna 1935)
- 1973 – František Běhounek, fyzik a spisovatel (* 28. října 1898)
- 1980 – Josef Voříšek, letecký konstruktér, designér a fotograf (* 12. prosince 1902)
- 1990
  - Jan Svoboda, fotograf (* 27. července 1934)
  - Antonín Kalina, nositel titulu Spravedlivý mezi národy (* 17. února 1902)
- 1991 – Jan Lauschmann, chemik a fotograf (* 1. dubna 1901)
- 1993 – Hugo Laitner, zakladatel kladenského hokeje, fotbalový záložník a tenista (* 16. ledna 1901)
- 1995 – Otto Eckert, sochař a keramik (* 4. října 1910)
- 1996 – Libuše Jansová, archeoložka (* 5. října 1904)
- 2000 – Heda Halířová, autorka knih pro mládež (* 13. září 1914)
- 2004 – Jiří Loewy, novinář, publicista a politik (* 13. července 1930)
- 2017 – František Benda, chemik, politik a duchovní (* 7. srpna 1944)
- 2018 – Jakub Zedníček, herec a moderátor (* 13. června 1990)
- 2019 – Pavel Švancer, architekt (* 9. června 1934)
- 2024 – Pavel Vondra, herec (* 13. dubna 1969)

### Svět
- 0379 – sv. Basileios Veliký, biskup, učitel církve a otec východního mnišství (* okolo 330)
- 0898 – Odo Pařížský, západofranský král (* 860)
- 1260 – Hugolin z Gualdo Cattaneo, italský augustiniánský poustevník, blahoslavený (* 1200)
- 1277 – Filip Sicilský, achajský kníže a titulární soluňský král (* 1256)
- 1515 – Ludvík XII., francouzský král z dynastie Valois-Orleans († 27. června 1462)
- 1559 – Kristián III., dánský a norský král (* 1503)
- 1560 – Joachim du Bellay, francouzský renesanční spisovatel, básník a kritik (* 1522)
- 1671 – Paul-Philippe Hardouin de Péréfixe de Beaumont, arcibiskup pařížský (* 1606)
- 1713 – Giuseppe Maria Tomasi, italský kardinál, katolický světec (* 12. září 1649)
- 1732 – Nicolò Grimaldi, italský zpěvák-kastrát (mezzosoprán) (* 5. dubna 1673)
- 1736 – Ahmed III., osmanský sultán (* 31. prosince 1673)
- 1748 – Johann Bernoulli, švýcarský matematik (* 6. srpna 1667)
- 1766 – Jakub František Stuart, neúspěšný uchazeč o anglický a skotský trůn (* 10. června 1688)
- 1768 – Jean Restout, francouzský malíř (* 26. března 1692)
- 1777 – Emanuele Barbella, italský houslista a hudební skladatel (* 14. dubna 1718)
- 1782 – Johann Christian Bach, německý hudební skladatel (* 5. září 1735)
- 1784 – Andrej Jaslinský, slovenský fyzik a filosof (* 1. září 1715)
- 1789 – Johann Ernst Basilius Wiedeburg, německý matematik, fyzik a astronom (* 24. června 1733)
- 1793 – Francesco Guardi, italský malíř (* 5. října 1712)
- 1796 – Alexandre-Théophile Vandermonde, francouzský matematik (* 28. února 1735)
- 1817 – Martin Heinrich Klaproth, německý chemik (* 1. prosince 1743)
- 1818 – Fedele Fenaroli, italský hudební skladatel a pedagog (* 25. dubna 1730)
- 1824 – Vincenc Maria Strambi, italský biskup a světec (* 1. ledna 1745)
- 1844 – George Harpur Crewe, anglický politik (* 1. února 1795)
- 1850 – Raphael Georg Kiesewetter, rakouský hudební historik (* 29. srpna 1773)
- 1851 – Heinrich Friedrich Link, německý přírodovědec a botanik (* 2. února 1767)
- 1873 – Saint-Marc Girardin, francouzský politik a literární kritik (* 19. února 1801)
- 1877 – Alfred Bruyas, francouzský sběratel umění, mecenáš a osobní přítel mnoha umělců († 15. srpna 1821)
- 1881 – Louis Auguste Blanqui, francouzský politik (* 7. února 1805)
- 1894 – Heinrich Hertz, německý fyzik (* 22. února 1857)
- 1900 – Adam Budwiński, polský právník (* 27. ledna 1845)
- 1903 – Ernst Friedländer, německý archivář (* 28. srpna 1841)
- 1905 – Valentin Paquay, belgický kněz, blahoslavený katolické církve (* 17. listopadu 1828)
- 1918 – Bidar Kadınefendi, hlavní manželka a konkubína osmanského sultána Abdulhamida II. (* 5. května 1858)
- 1931 – Martinus Willem Beijerinck, nizozemský botanik a mikrobiolog (* 16. března 1851)
- 1943 – Arthur Ruppin, německý sociolog a sionista (* 1. března 1876)
- 1946 – Ernst Sellin, německý profesor (* 26. května 1867)
- 1947 – Eugen Lanti, francouzský, v esperantu píšící, spisovatel (* 19. července 1879)
- 1953 – Hank Williams, americký zpěvák (* 17. září 1923)
- 1954 – José Millán Astray, zakladatel Španělské cizinecké legie (* 5. července 1879)
- 1958 – Edward Henry Weston, americký fotograf (* 24. března 1886)
- 1966 – Vincent Auriol, francouzský politik (* 27. srpna 1884)
- 1972
  - Eberhard Wolfgang Möller, německý nacistický spisovatel (* 6. ledna 1906)
  - Maurice Chevalier, francouzský zpěvák (* 12. září 1888)
- 1975
  - Kalle Anttila, finský zápasník, olympijský vítěz (* 30. srpna 1887)
  - Kjúsaku Ogino, japonský gynekolog (* 25. března 1882)
- 1978 – Hamdamšaltaneh Pahlaví, íránská princezna (* 22. února 1903)
- 1980 – Peter Broeker, kanadský automobilový závodník (* 15. května 1929)
- 1981
  - Kazimierz Michałowski, polský archeolog egyptolog (* 14. listopadu 1901)
  - Mauri Rose, americký automobilový závodník (* 26. května 1906)
- 1984 – Alexis Korner, britský bluesový hudebník (* 19. dubna 1928)
- 1992 – Grace Hopperová, americká matematička (* 9. prosince 1906)
- 1993 – Adolf Lang, německý automobilový závodník (* 4. května 1913)
- 1995 – Eugene Paul Wigner, americký fyzik maďarského původu, nositel Nobelovy ceny (* 17. listopadu 1902)
- 1998
  - Åke Seyffarth, švédský rychlobruslař, olympijský vítěz (* 15. prosince 1919)
  - Helen Willsová Moodyová, americká tenistka (* 6. října 1905)
- 2001 – Emil Horváth st., slovenský herec (* 27. srpna 1923)
- 2003
  - Elena Lacková, slovenská spisovatelka (* 22. března 1921)
  - Joe Foss, americký letec, guvernér Jižní Dakoty (* 17. dubna 1915)
- 2004 – Nora Szczepańska, polská spisovatelka (* 23. května 1914)
- 2009
  - Johannes Mario Simmel, rakouský spisovatel (* 7. dubna 1924)
  - Ron Asheton, americký kytarista, člen skupiny The Stooges (* 17. července 1948)
- 2012
  - Kiro Gligorov, makedonský politik, právník a první prezident nezávislé republiky Makedonie (* 1917)
  - Fred Milano, americký doo-wopový zpěvák (* 26. srpna 1939)
  - Jafa Jarkoni, izraelská zpěvačka (* 24. prosince 1925)
  - Bob Anderson, anglický šermíř a filmový choreograf bojových scén (* 15. září 1922)
- 2013 – Patti Page, americká zpěvačka (* 8. listopadu 1927)
- 2014
  - Herman Pieter de Boer, nizozemský spisovatel (* 9. února 1928)
  - Sam Ulano, americký jazzový bubeník (* 12. srpna 1920)
- 2015
  - Omar Karámí, libanonský politik (* 7. září 1934)
  - Jeff Golub, americký kytarista (* 15. dubna 1955)
  - Boris Morukov, ruský lékař a kosmonaut (* 1. října 1950)
  - Mario Cuomo, americký politik (* 15. června 1932)
- 2016 – Vilmos Zsigmond, maďarsko-americký kameraman (* 16. června 1930)
- 2019
  - Dagfinn Bakke, norský umělec (* 16. srpna 1933)
  - Ed Corney, americký kulturista (* 9. listopadu 1933)
  - Feis Ecktuh, nizozemský rapper, zastřelen (* 25. ledna 1986)
  - Pegi Young, americká zpěvačka (* 1. prosince 1952)

## Pravidelné události
- Novoroční koncert Vídeňských filharmoniků
- Mnozí státníci na Nový rok přednesou svůj novoroční projev

## Svátky

### Česko
- Státní svátek: Den obnovy samostatného českého státu
- Svátek: Nový rok
- Mečislav, Mečislava

### Svět
- Nový rok
- Mezinárodní den míru
- Slovensko: Státní svátek: Den vzniku Slovenské republiky (slovensky Deň vzniku Slovenskej republiky)
- Itálie: Madre di Dio
- Belgie, Francie, Lucembursko: Jour de l'An
- Kuba: Den revoluce
- Kamerun, Haiti, Súdán: Den nezávislosti
- Samoa: Den nezávislosti
- Tchaj-wan: Vznik republiky

Katolický kalendář

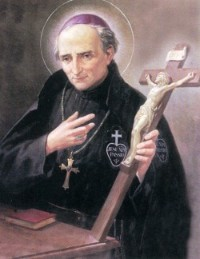
sv. Vincenc Maria Strambi

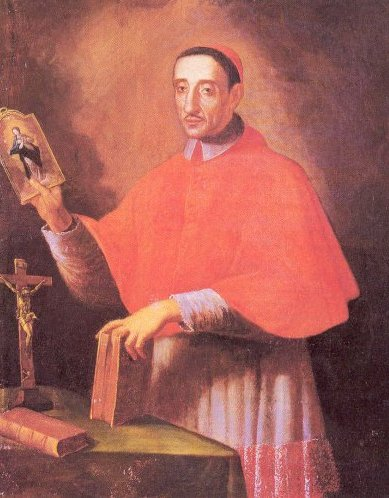
sv. Giuseppe Maria Tomasi

- Oktáv Narození Páně (svátek Panny Marie, Matky Boží)
- sv. Zdislava z Lemberka – matka a dominikánská terciářka
- sv. Fulgencius z Ruspe – biskup
- sv. Svatý Telemachus – mučedník
- sv. Svatý Klárus – opat
- sv. Svatý Eugendus – opat
- sv. Svatý Frodobertus – opat
- sv. Giuseppe Maria Tomasi – kardinál
- sv. Justin ze Chieti – biskup
- sv. Vilém z Volpiana – opat
- sv. Svatý Odilo – opat
- sv. Zygmunt Gorazdowski – polský kněz
- sv. Vincenc Maria Strambi – biskup a pasionista
- sv. Severín Gallo – řeholník a mučedník
- bl. Andrés Gómez Sáez – španělský mučedník a salesián
- bl. René Lego a Jean Lego – francouzští kněží, mučedníci a bratři
- bl. Lojze Grozde – laik a slovinský mučedník
- bl. Marian Konopiński – polský kněz a mučedník
- bl. Hugolin z Gualdo Cattaneo – poustevník
- bl. Valentin Paquay – františkán

## Pranostiky

### Česko
- Připadne-li Nový rok na pondělí, prorokuje se krutá zima, vlhké jaro, povodně a těžké nemoci.
Připadne-li na úterý, bude zima ještě krutější, ale zato úrodný rok.
Připadne-li na středu, lze očekávat příznivý rok, mnoho vína, ale žádný med.
Připadne-li na čtvrtek, předpovídá se mírná zima, větrné jaro, parné léto, krásný podzimek, mnoho ovoce a hojnost obilí.
Připadne-li na pátek, nutno se obávat očních nemocí, také lidé budou hojně mříti, a dokonce hrozí i válka.
Připadne-li na sobotu, bývá málo obilí, málo větrů, mnoho ovoce, ale také mnoho zimnic.
Připadne-li na neděli, lze očekávat mírnou zimu, úrodné jaro a větrné léto.
- Na Nový rok o slepičí krok.
- Na Nový rok o zaječí skok.
- Na Nový rok – do zimy skok.
- Jak na Nový rok, tak po celý rok.
- Hospodář si první leden pamatuje, ten mu na budoucí rok ukazuje.
- Novoroční noc jasná a klidná, bude povětrnost pro úrodu vlídná.
- Novoroční noc světlá a tichá bez deště a větru znamená dobrý rok.
- Je-li na Nový rok hezky, budou pěkné žně.
- Svítí-li na Nový rok, co by forman pár koní okšíroval a zapřáhl, bude sedlák pohodlně klidit.
- Jestli na Nový rok třeba jen tolik slunka zasvítí, co by vozka bičem mrsknul, bude srpen jasný.
- Na Nový rok zrána jasné lesky, prorokují v létě časté blesky.
- Na Nový rok déšť – o Velikonocích sníh.
- Nový rok tmavý – Velká noc bílá.
- Je-li na Nový rok blátivo, bude po celý rok nepohoda míti navrch.
- Jsou-li červánky v novoroční den, přinesou jistě samou slotu jen.
- Na Nový rok ráno nebe rudé – nepohoda, svízel velká bude.
- Novoroční noci vítr od východu pro dobytek mor, vítr od západu králům smrt, od poledne mor lidem, od půlnoci neúrodu přinášel.

| 1. leden v pražském KlementinuÚdaje jsou platné k 8. 7. 2025. | 1. leden v pražském KlementinuÚdaje jsou platné k 8. 7. 2025. | 1. leden v pražském KlementinuÚdaje jsou platné k 8. 7. 2025. |
| minimum                                                       | denní průměr                                                  | maximum                                                       |
| ------------------------------------------------------------- | ------------------------------------------------------------- | ------------------------------------------------------------- |
| −21,4 °C (1784)                                               | 0,8 °C (od 1961)                                              | 15,8 °C (2023)                                                |